# Avion Express
Avion Express — компания по авиационному лизингу узкофюзеляжных самолётов. Предоставляет свои услуги клиентам в Европе, Азии, Африке и Южной Америке.

## История
Была основана в 2005 году под названием Nordic Solutions Air Services. В то время компания выполняла чартерные и грузовые авиаперевозки на самолетах Saab 340.
В 2008 году компания была переименована в Avion Express, а в 2010 приобретена французской инвестиционной компанией Eyjafjoll SAS, основанной Avion Capital Partners of Switzerland вместе с другими инвесторами. Новое руководство выдвинуло план по выводу компании на рынок авиализинга. Первым шагом стало приобретение первого самолета Airbus A320 в 2011 году.
Airbus A320 с регистрационным номером LY-VEX стал первым Airbus самолетом, зарегистрированным в Литве. Так началась новая эпоха в истории компании. Еще два самолета Airbus A320 присоединились к флоту Avion Express в декабре того же года.
В 2013 году Avion Express прошла аудит IOSA или получила регистрацию международной ассоциации воздушного транспорта. В марте 2013 года был снят с маршрутов последний грузовой самолет Saab 340.
Летом 2014 года флот Avion Express составлял 9 самолетов Airbus A320 и 2 самолета Airbus A319. В том же году Avion Express основала бюджетную авиакомпанию Dominican Wings в Санто-Доминго. В июне 2017 компания анонсировала продажу своих 65 % акций Dominican Wings ее президенту.
Летом 2017 года Avion Express приобрела самолет Airbus A321. В течение года, 3 самолета этого типа из флота Avion Express начали летать для Thomas Cook Group (Thomas Cook Airlines и Condor Flugdienst).
В 2018 году Avion Express увеличила свой флот до 18 самолетов семейства Airbus A320. В этом же году компания преодолела отметку в 52,500 блок часов, тем самым установив лучший на сегодняшний день результат за всю историю компании. В 2019 году Avion Express планирует побить этот рекорд, достигнув результата в 60,000 блок часов.
Летом 2018 года Avion Express увеличила свой флот до 18 самолетов семейства Airbus A320, достигнув самого большого флота в истории компании. В 2019 флот Avion Express составит 22 самолета семейства Airbus A320.
Летом 2019 года флот Avion Express составляет 22 самолета семейства Airbus A320. На сегодняшний день это самый большой флот в истории компании.
В 2019 году Avion Express учредила Avion Express Malta, дочернюю компанию, базирующуюся на Мальте . Компания начала свою деятельность в мае и в настоящее время эксплуатирует 8 самолетов Airbus A320 и A321.

## Обучение экипажа
В августе 2017 года Avion Express подписал соглашение о партнерстве с Литовской авиационной академией (ВГТУ им. А. Густайтиса). Основным направлением партнерства является предоставление студентам программ пилотирования самолетов и технических программ возможности узнать больше об авиации и компании, получить опыт во время стажировки и присоединиться к авиакомпании после учебы. С осени 2017 года Avion Express также сотрудничает с BAA Training по программе курсантов  для людей с небольшим или нулевым опытом полетов. В соответствии с этим партнерством BAA Training обучает и предоставляет пилотов для заполнения вакансий в расширяющемся парке Avion Express. В апреле 2019 года Avion Express объявила о запуске своей первой программы обучения MPL с BAA Training.

## Пункты назначения
| Страна | Город   | Время года         | Самолёт         |
| Турция | Анталья | с Апреля по Ноябрь | Airbus A320-200 |
| Грузия | Батуми  | с Июля по Октябрь  | Airbus A320-200 |
| Италия | Милан   | с Января по Апрель | Airbus A320-200 |
| Турция | Бодрум  | с Мая по Август    | Airbus A320-200 |
|        |         |                    |                 |

## Флот
В апреле 2022 года флот Avion Express состоит из следующих самолетов:
| Самолёт         | Количество | Заказано | Примечания |
| Airbus A319-100 | 1          | -        |            |
| Airbus A320-200 | 3          | -        |            |
| Всего:          | 4          | 0        |            |

В апреле 2022 года флот Avion Express Malta состоит из следующих самолетов:  
| Самолёт         | Количество | Заказано | Примечания                                        |
| Airbus A320-200 | 11         | -        | Эксплуатируются в аренду у авиакомпании Eurowings |
| Airbus A321-200 | 3          | -        | Эксплуатируются в аренду у авиакомпании Sky Cana  |
| Всего:          | 14         | 0        |                                                   |

## Награды
В феврале 2019 года Avion Express была названа Авиационным Лессором 2019 (ACMI Operator of the Year 2019), согласно Премии Воздушного Транспорта (Air Transport Awards), проводимой International Transport News. Компания также заняла 22 место в списке Бизнес лидеры Литвы 500 в 2018. В мае 2019 было объявлено, что Avion Express попала в список 20 самых привлекательных работодателей в Литве.